# Libération de Limoges
Seconde Guerre mondiale
Batailles
2e campagne de France
- Corse
- Limousin
- Ain et Haut-Jura
- Les Glières
- Ascq
- Division Brehmer
- Mont Mouchet
- Opérations SAS en Bretagne
- Bataille de Normandie
- Guéret
- Brigade Jesser
- Cornil
- 1er Tulle
- 2e Tulle
- Argenton-sur-Creuse
- Oradour-sur-Glane
- 1er Ussel
- Saint-Marcel
- Saffré
- Mont Gargan
- Vercors
- Penguerec
- Lioran
- Égletons
- 2e Ussel
- Débarquement de Provence
- Port-Cros
- La Ciotat
- Toulon
- Martigues
- Marseille
- Nice
- Rennes
- Saint-Malo
- Brest
- Paris
- Mont-de-Marsan
- Montélimar
- Maillé
- Écueillé
- La Saulx
- Meximieux
- Nancy
- Colonne Elster
- Dunkerque
- Arracourt
- Saint-Nazaire
- Lorient
- Metz
- Royan et de la pointe de Grave
- Campagne de Lorraine
- Colmar

Front d'Europe de l'Ouest
Front d'Europe de l'Est
Campagnes d'Afrique, du Moyen-Orient et de Méditerranée
Bataille de l'Atlantique
Guerre du Pacifique
Guerre sino-japonaise
La libération de Limoges est un événement historique de la Seconde Guerre mondiale en France qui correspond à la fin de la présence à  Limoges de l'occupant allemand, le 21 août 1944 deux mois après Tulle et Guéret.
La reddition des troupes allemandes est obtenue sans violence, après l'encerclement de la ville par les forces de la Résistance du maquis du Limousin coordonnées par Georges Guingouin. Cette décision est toutefois contraire aux préconisations du PCF dont Guingouin est membre.
La négociation revient à Jean d'Albis, correspondant local du consulat de Suisse à Lyon. S'y implique également fortement le pasteur protestant Albert Chaudier.

## Déroulement

### Contexte
Georges Guingouin, instituteur de métier, est à la tête du maquis du Limousin, dont les spécificités principales tiennent à la nature essentiellement rurale (avec un recrutement massif parmi les paysans) et à un souci constant de protéger les populations civiles. Ses principales zones de refuge sont les massifs forestiers de l'ouest du Limousin, en particulier le secteur de Châteauneuf-la-Forêt et Eymoutiers, que les Nazis ne peuvent contrôler, et surnommé la « Petite Russie » par ces derniers.
Le mois de juin 1944 est marqué par le débarquement en Normandie, et plusieurs exactions sanglantes, comprenant le massacre de Tulle, le 9, et celui d'Oradour-sur-Glane, le 10 sur les ordres du commandant Adolf Diekmann qui avait recherché son ami intime Helmut Kämpfe commandant en vain malgré la proposition des Allemands en échange de la libération de Kämpfe capturé par les maquisards de Jean Canou appartenant au maquis de Georges Guingouin au retour entre Guéret et Limoges près de Sauviat-sur-Vige et fut exécuté dès la nouvelle Oradour et de la communication du commandant des partisans en Creuse, le commandant Albert Fossey-François, qui lui apprend la « boucherie » de Combeauvert, ordonnée sous le commandement de Kämpfe. Il y'a à Moissannes en bordure de la route un menhir conçu par l'artiste Jean-Joseph Sanfourche pour rappeler la capture du major allemand depuis 1986,. Dès juin, Léon Mauvais, responsable des Francs-tireurs et partisans en zone sud, exige que Limoges soit prise.
En juillet 1944, sans l'emporter de façon nette, les maquisards tiennent tête à l'ennemi et freinent sa progression lors de la bataille du Mont Gargan. Les FFI se rapprochent ensuite progressivement de Limoges. Le 16 août, la Milice fuit précipitamment.

### L'encerclement de Limoges
Forte de 8 000 hommes, l'armée de Guingouin encercle Limoges. Dès le 19 août, des négociations sont entreprises en vue d'une capitulation sans combats de la part des occupants. Le 20 août, une première réunion échoue.
L'action de l'abbé Remlinger, lui-même résistant, pousse en faveur du choix de Jean d'Albis, issu de la famille de porcelainiers Haviland (son père ayant épousé la fille de Théodore Haviland), pour incarner la négociation. Son ancienne fonction de correspondant pour le Limousin du consulat de Suisse à Bordeaux puis à Lyon lui vaut l'image d'une figure respectable voire « neutre », les Allemands refusant de traiter directement avec Georges Guingouin, qualifié de terroriste. Parmi les autres figures de cet épisode se trouvent François Fonvieille-Alquier, communiste, et Serge Gauthier.

### La reddition
Dans les pourparlers, Philippe Liewer, alias « major Staunton », responsable de la mission interalliée, conduit la délégation britannique. Les Américains sont représentés par le capitaine Brown. Vigier et Guéry représentent respectivement les FFC et FFI. Outre Gleiniger, la délégation allemande comprend le lieutenant-colonel von Libich et le capitaine Stoll. La réunion de négociation, qui se tient dans la villa Jouxtens, chemin de Saint-Lazare, en rive gauche de la Vienne, aboutit en fin d'après-midi à la rédaction d'un traité détaillant les « Conditions de reddition des troupes allemandes à une commission interalliée ». Initialement confiés au musée de la Résistance de Peyrat-le-Château, le mobilier et les coupes de vin mousseux servies à l'issue de la réunion sont conservés par le musée de la Résistance de Limoges.
La reddition du général Gleiniger, chef de la garnison allemande de Limoges, est obtenue le 21 août au soir, après que l'essentiel des troupes ennemies a déjà quitté la ville en fin d'après-midi. Elle est signée au siège de l'état-major allemand, hôtel de la Paix, place Jourdan. Le général Gleiniger disparaît dans des conditions obscures.
Le 22 août, la première réunion du Comité départemental de libération de la Haute-Vienne se tient à l'Hôtel du Commerce, situé en centre-ville de Limoges, en présence de deux représentants du Gouvernement provisoire de la République française. La composition précise du Comité qui avait été préalablement décidée lors d'une réunion dans la nuit du 21 août, dans la mairie de Bosmie-l'Aiguille, diffère, ce qu'Albert Chaudier interprète comme prémices de tensions entre socialistes et communistes. C'est ce dernier qui est désigné à la tête du Comité, qui comprend entre autres François Fonvieille-Alquier, Luc Estang, Gaston Hyllaire et Robert Schmidt. La journée du 22 est à la fois marquée par la liesse populaire et le début de l'épuration. 
Le 23 août, les premiers Comités locaux de Libération se forment dans le département.

### Conséquences
Initialement sceptique, le clergé local se rallie à la cause du Comité de Libération dès les jours suivant la reddition ; Louis Paul Rastouil, évêque de Limoges, après avoir été écarté par les miliciens, loue l'action des maquisards durant tout l'automne 1944.
Cet épisode contribue dans un premier temps à l'aura de Georges Guingouin, qui se fait élire maire de Limoges en avril 1945, et le reste jusqu'en octobre 1947.
La libération de Limoges demeure un épisode marquant de l'histoire de la ville. Son souvenir demeure dans plusieurs odonymes.
Il reste toutefois entaché d'un conflit mémoriel relatif au sort de Georges Guingouin après la guerre, au traitement réservé à ce dernier par la justice et par son parti, qui lui reproche son refus d'avoir obéi aux ordres de Léon Mauvais, et à la manière dont les acteurs politiques ont employé cette affaire pendant plusieurs décennies.

### Hommages
- Un monument aux morts réalisée par l'architecte André Pécaud (1902-1991), commémore toutes les victimes du conflit à l’arrière du Jardin d’Orsay, ouvrant sur la place des Carmes[16].